# Dawit Garedscha

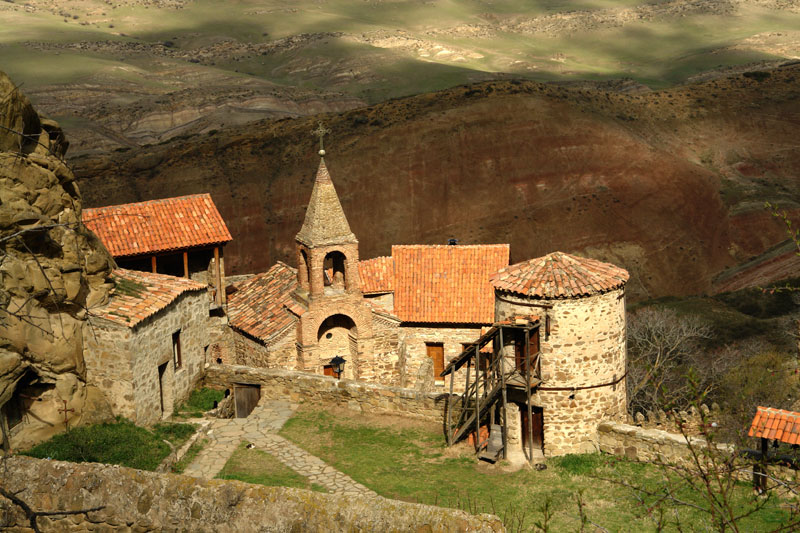
Lawra von Dawit Garedscha

Dawit Garedscha (georgisch დავითგარეჯა; aserbaidschanisch Keschisch Dagh, auch David Gareja/Garedschi) ist ein georgisch-orthodoxes Kloster im Osten Georgiens. Es liegt am Berg Udabno in der Region Kachetien, unmittelbar an der Grenze zu Aserbaidschan. Das älteste Kloster Georgiens steht auf der Vorschlagsliste zum UNESCO-Welterbe.

## Name
Der Name der Lawra St. David wird dadurch erklärt, dass David, einer der „Dreizehn syrischen Väter“, im 6. Jahrhundert in der Wüste Garedscha siedelte und das erste Kloster gründete. Die Lawra wurde später nach ihm benannt und bildete das zentrale Kloster.
Weitere zugehörige Teile sind u. a. Bertubani (heute in Aserbaidschan), Zamebuli, Dodorka, Natlismzemeli, Udabno und Tschitschchituri. Sie befinden sich unweit von Dawit Garedscha und in einem nördlich gelegenen Höhenzug bei der offenen Siedlung Udabno. Es handelt sich insgesamt um mindestens 13 archäologische Lokalitäten.

## Naturräumliche Situation des Klosterkomplexes

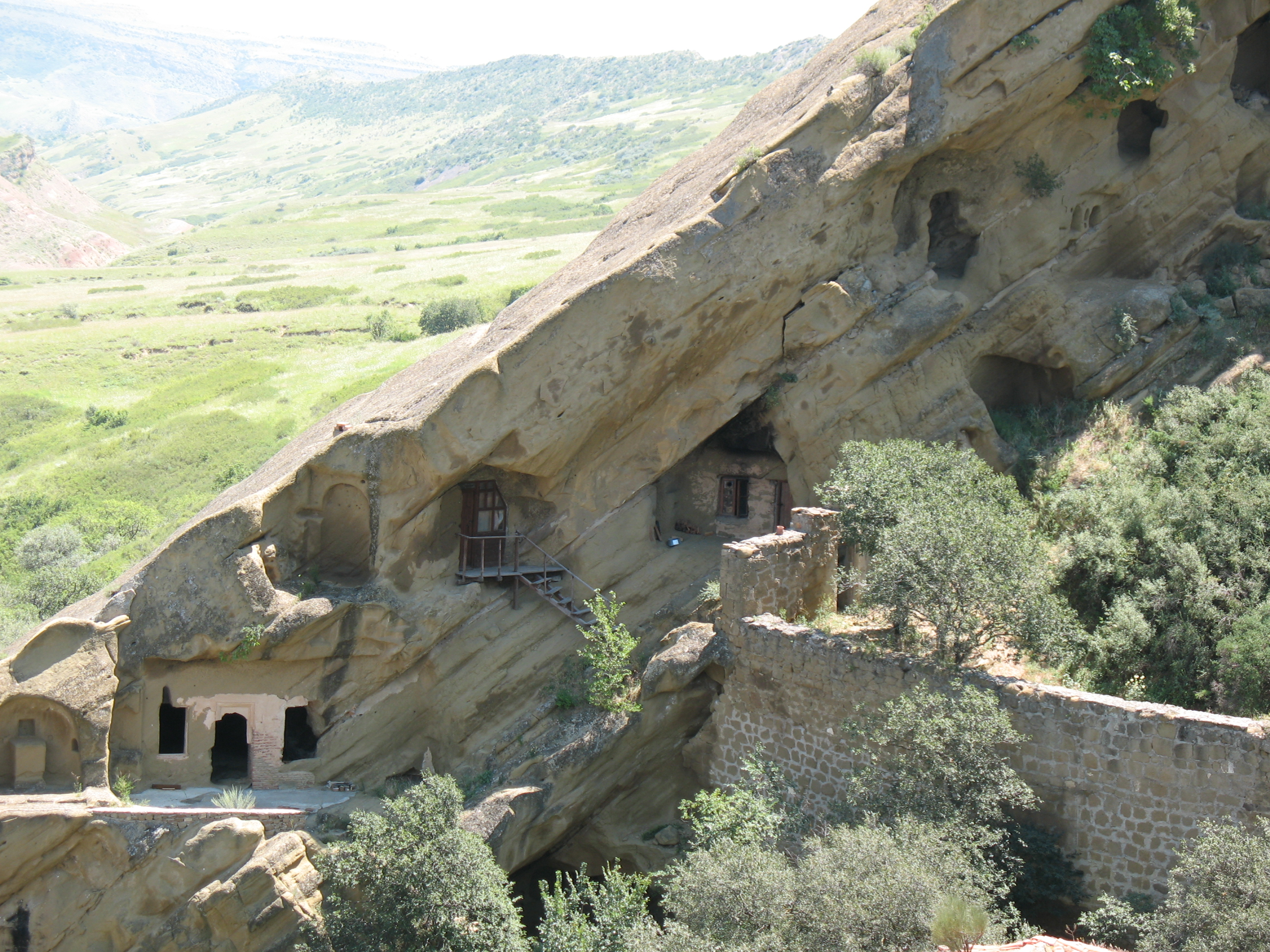
Mönchszellen

Das Kloster von Dawit Garedscha schmiegt sich einer leicht keilförmig aufgerissenen Bergflanke an, die den in West-Ost-Richtung verlaufenden Höhenzug von Udabno in der ostgeorgischen Steppe quer einschneidet. Die ältesten Räume bestehen aus höhlenartigen Öffnungen, die ihre Deckung durch die natürlichen Gegebenheiten der schräg gestellten Sandsteinschichten erhalten. Die eremitischen Kammern befinden sich in zwei sich gegenüber stehenden Felswänden, die durch die Schräglage der natürlichen Gesteinsschichten bedingt, in etagenartiger Abfolge angeordnet sind.
Die keilförmige Weitung wird in ihrem unteren Teil von einer alten Mauer gesperrt, die den inneren Klosterkomplex schützt. Eine zweite Mauer umfasst im oberen Teil die Lawra.

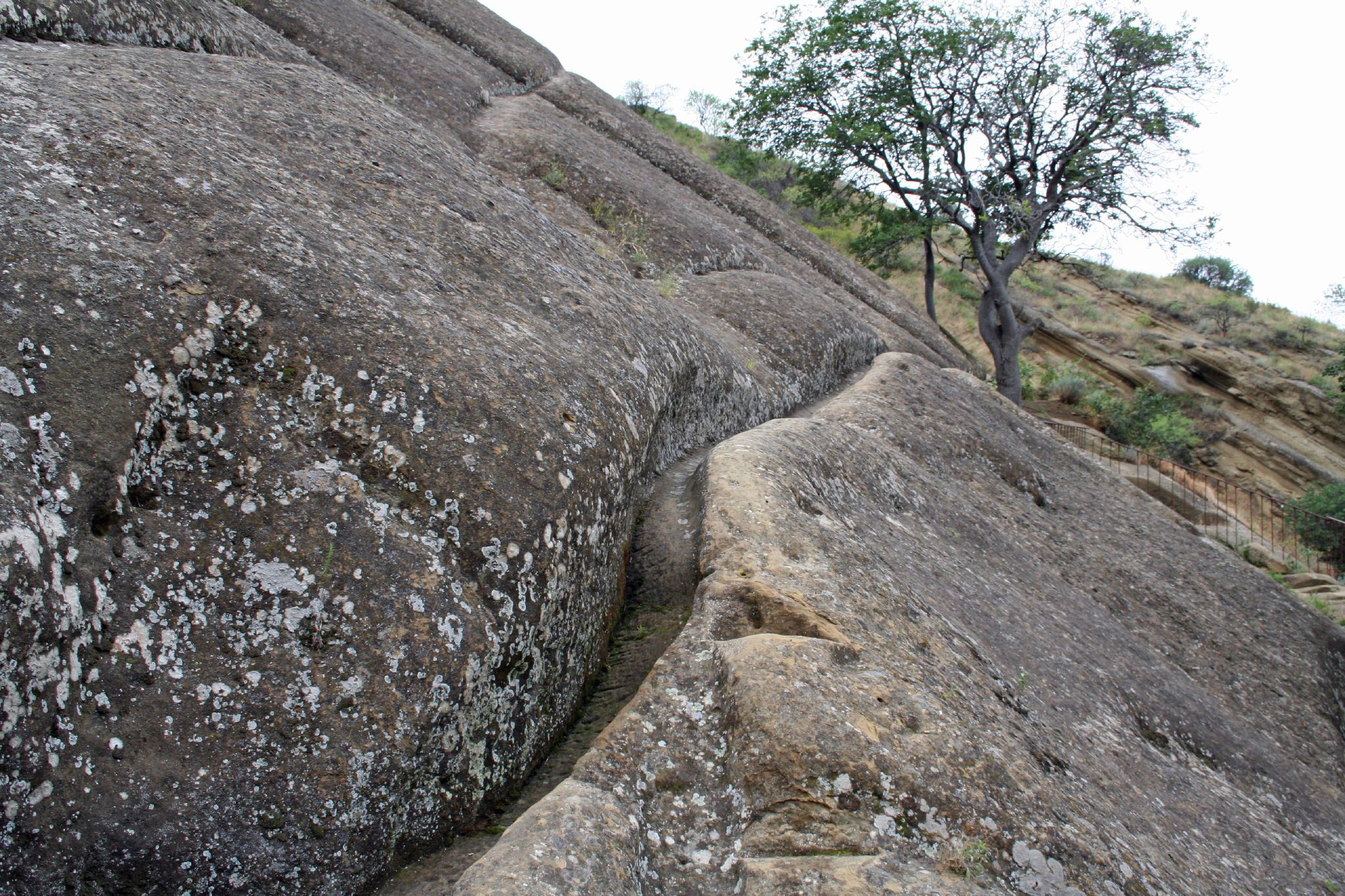
Wassersammler oberhalb des Klosters

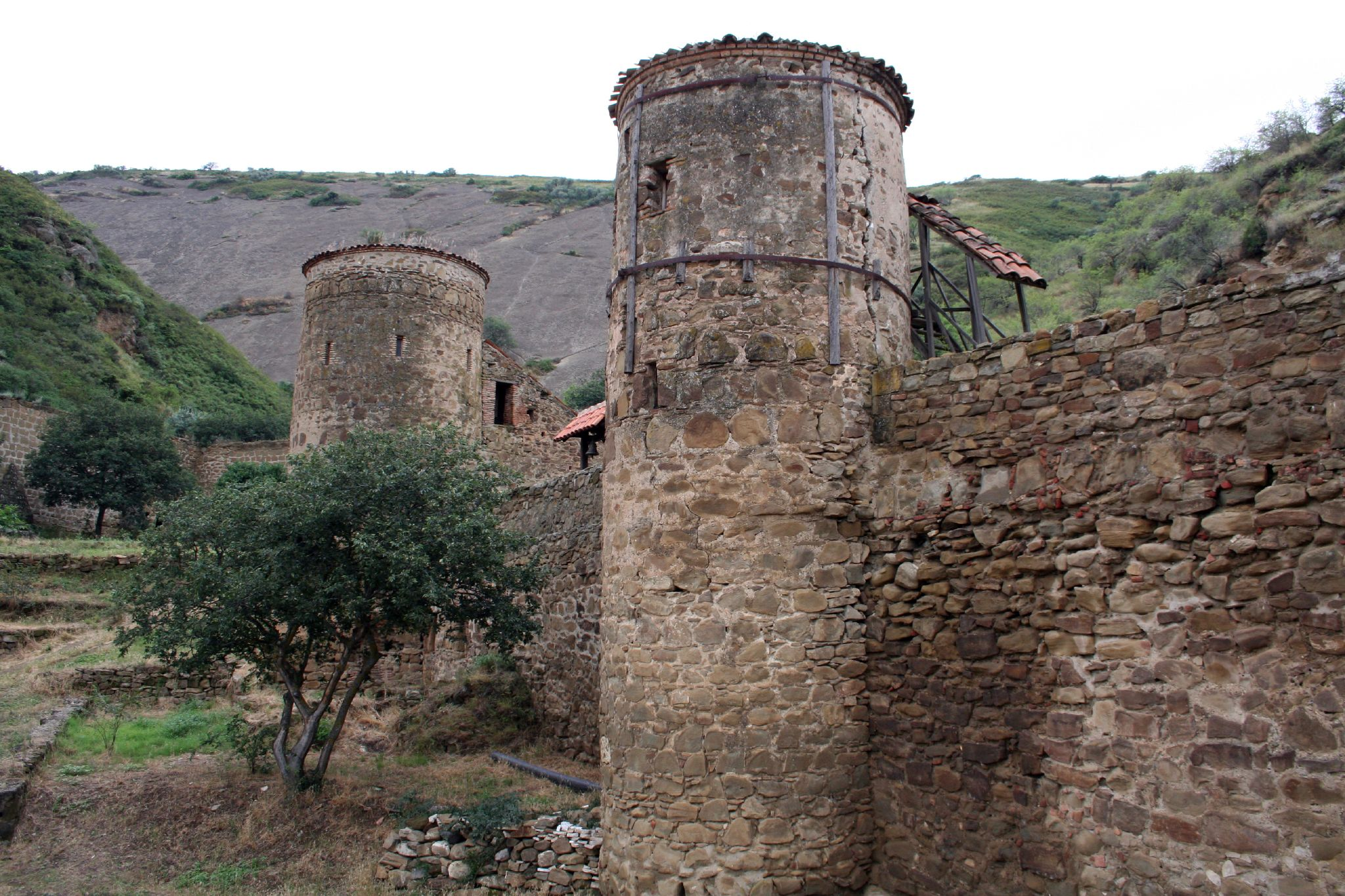
Klostermauer

Die Besonderheit für die Überlebensfähigkeit dieser Einsiedelei besteht in der schattenspendenden und deshalb auch oasenartigen Geländesituation mit einigen Bäumen und anderen Pflanzen. Das ermöglicht eine bescheidene und sorgfältig zu führende Viehwirtschaft für das Kloster. Die Wasserversorgung spielt eine besondere Rolle im Leben der Mönche und basiert auf einer ungewöhnlichen alten Anlage. Die wenigen Niederschläge in Form von Regen und Nebeltröpfchen werden beginnend in der Gipfelregion des Kammes des Höhenzugs Udabno (g. Udabno 878 m) mit einem teils verborgenen Grabensystem und Zwischenzisternen gesammelt sowie über wenige in die schrägen Felsflächen gehauene Hauptwassergräben zu einer zentralen Stelle in einer Felsnische geführt. Das ohnehin asketische Leben in dem Kloster bleibt durch die jährliche Niederschlagsmenge nicht unbeeinflusst.

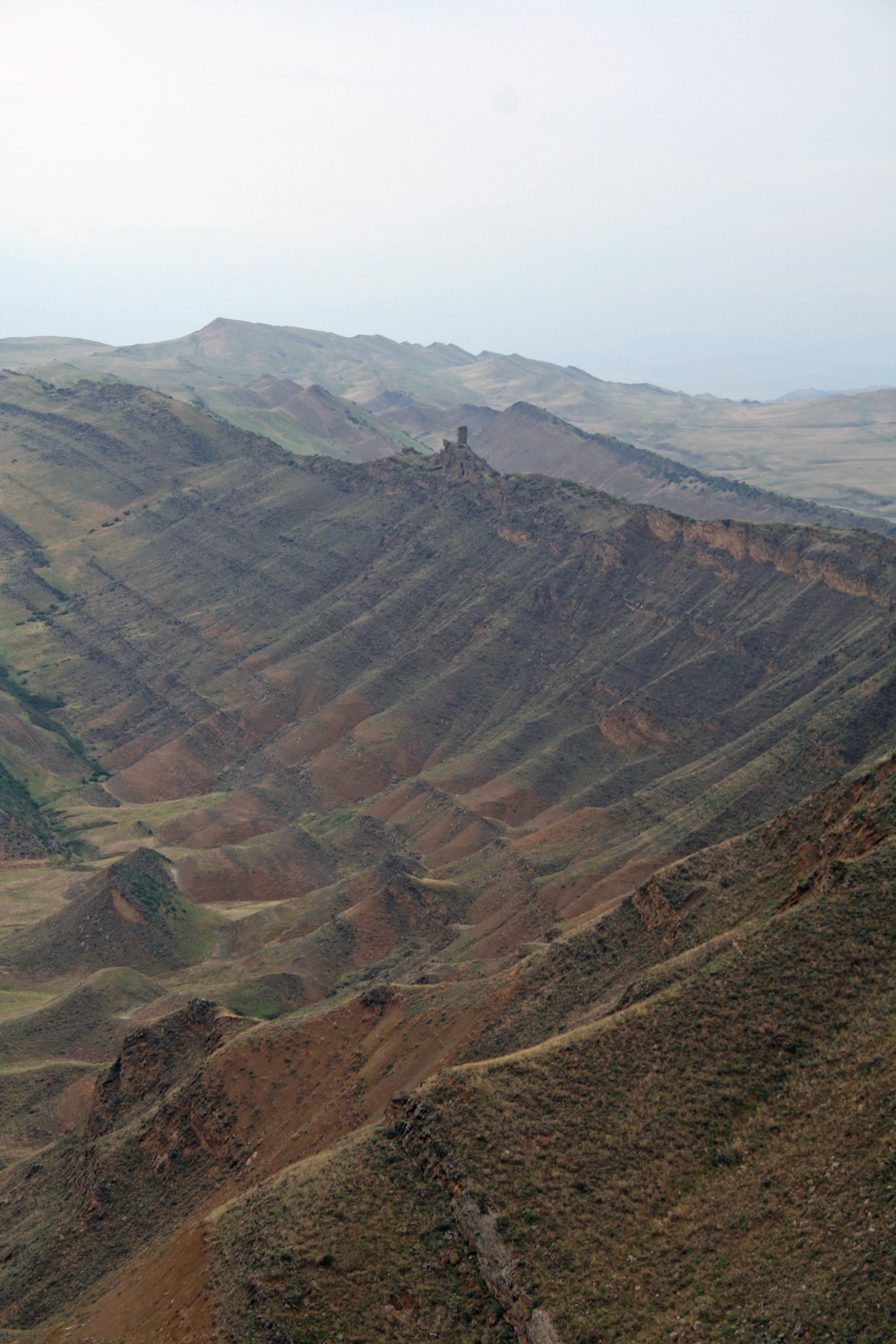
Landschaft bei Dawit Garedscha

Im Umfeld des Klosters streichen wellenförmig und parallel angeordnete Höhenzüge in der Richtung NW-SO. Im Süden fällt das Gelände steil in eine leicht wellige Ebene des benachbarten Aserbaidschans ab. Die Landschaft ist wasserarm und die wenige, meist dürre Steppenvegetation wechselt mit trockenen, weiter nördlich sogar versalzten Böden ab. In östlicher Richtung geht die Landschaft in eine halbwüstenartige Zone über.

### Geologie
Die Umgebung des Klosterkomplexes Dawit Garedscha fällt durch ihre ungewöhnliche Oberflächengliederung, besonders durch das markante Bild schräg gestellter Gesteinsschichten auf. Diese Landschaft gehört zu der tektonischen Einheit Sagaredsho-Schirak-Adshinaur-Zone. Sie besteht aus Sedimentschichten aus dem Miozän und Pliozän, also im Zeitraum vor 23 bis 1,8 Millionen Jahren durch Meeresablagerung entstanden.

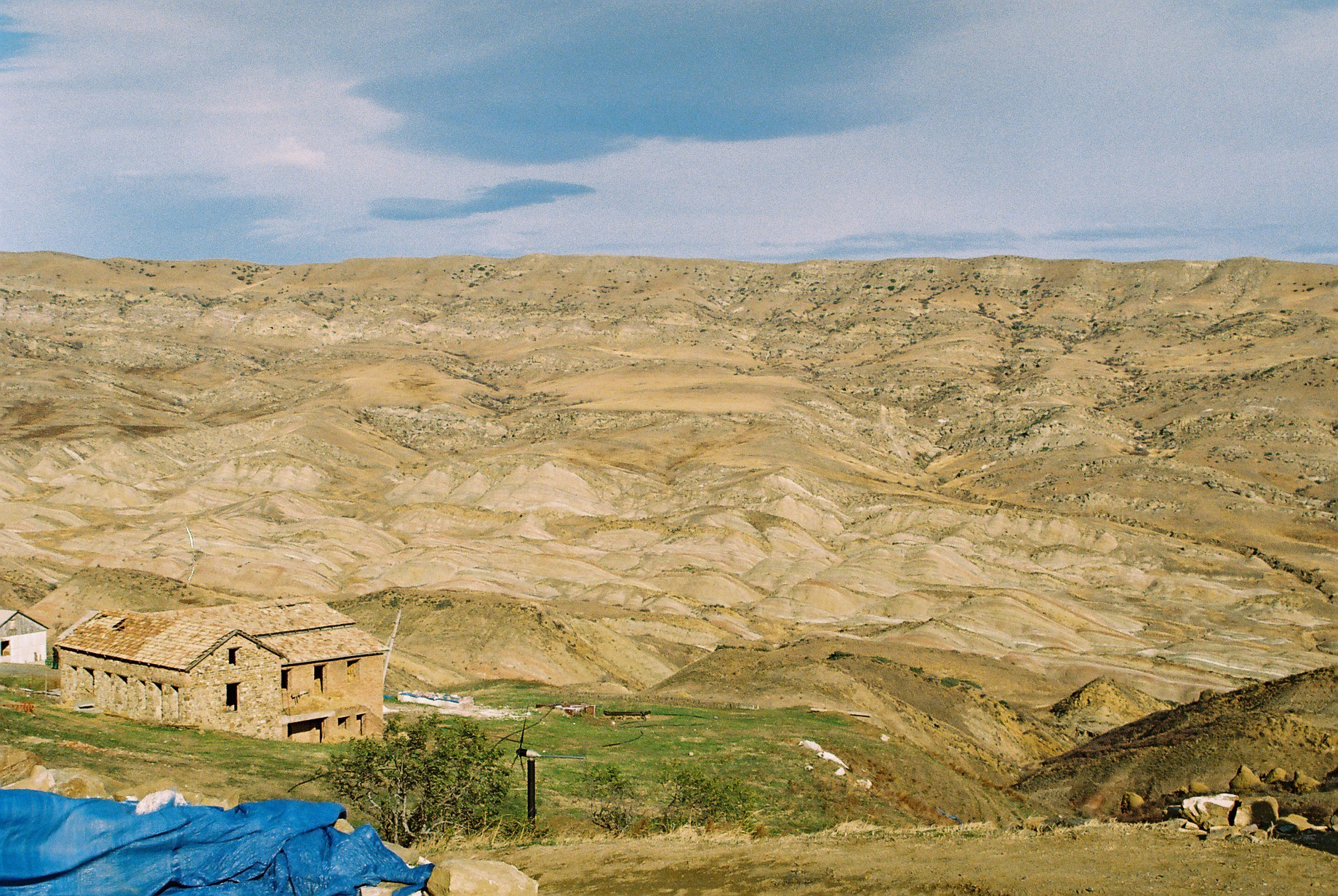
Sedimente in den Iori-Strukturen (Bergland in Ostgeorgien)

Diese Sedimentablagerungen wachsen bis zu einer Stärke von 1000 Metern an. In der regionalen Geologie werden sie nach einem nahen Flusslauf die Iori-Strukturen genannt und sind der mittlere Teil der Rioni-Kura-Senke. Diese Zwischengebirgssenke bildet die Verbindung zwischen den Systemen des Großen und Kleinen Kaukasus. Im größeren Rahmen sind sie ein Teil der Grusinisch-Aserbaidschanischen Scholle.
In der Region trifft man hauptsächlich Sandsteine, Mergel und Tone an.

## Geschichte und historisches Umfeld
Archäologische Grabungen haben mit dem nahegelegenen Udabno drei befestigte Siedlungen des städtischen Typs aus der Spätbronzezeit und der folgenden Eisenzeit entdeckt, die in das 11. und 10. Jahrhundert v. Chr. datiert werden.
Das Kloster Dawit Garedscha entstand in der Mitte des 6. Jahrhunderts. In kurzer Folge gründeten sich in seinem Umfeld und in Ostgeorgien weitere Klöster, weitgehend nach dem Vorbild von Davit Garedscha. Diese Klostergründungen fallen in einen Zeitabschnitt, nach dem sich georgischen Bischöfe nicht mehr an den Synoden der Armenischen Kirche in Dvin (552) beteiligten und sich von der monophysitischen Lehre abwandten, die von dieser Zeit an für die Armenische Kirche zur verbindlichen Lehre wurde.
Die von syrischen Klöstern eingewanderte Gruppe der Dreizehn syrischen Väter waren die Initiatoren des Klosterlebens im damaligen Georgien und vollendeten die christliche Missionierung Georgiens unter König Parsman VI. (542–557). Im Zuge dieser Christianisierung wurde durch den Bischof von Nekresi das „ewige Feuer“ des Zoroastrismus gelöscht, worauf ihn der Statthalter der Persischen Besatzungsmacht steinigen ließ.
Georgien erlangte 591 in der Regierungszeit von Fürst Stephan I. (590–607) seine volle politische Autonomie wieder, da der persische Großkönig Chosrau II. Armenien und das heutige Ostgeorgien an das oströmische Reich abtreten musste und somit den Zugang zu Georgien verlor (siehe auch Römisch-Persische Kriege). Nachdem der oströmische Kaiser Maurikios der armenischen Kirche eine Union mit Konstantinopel aufzwang, spalteten sich die Armenier nach der Besetzung durch persische Truppen im letzten römisch-persischen Krieg (603–628) im Jahre 610 ab. Dies kam einer endgültigen Trennung zwischen der Armenischen und Georgischen Kirche gleich, da die Kirche in Georgien der Orthodoxie zugewandt blieb.

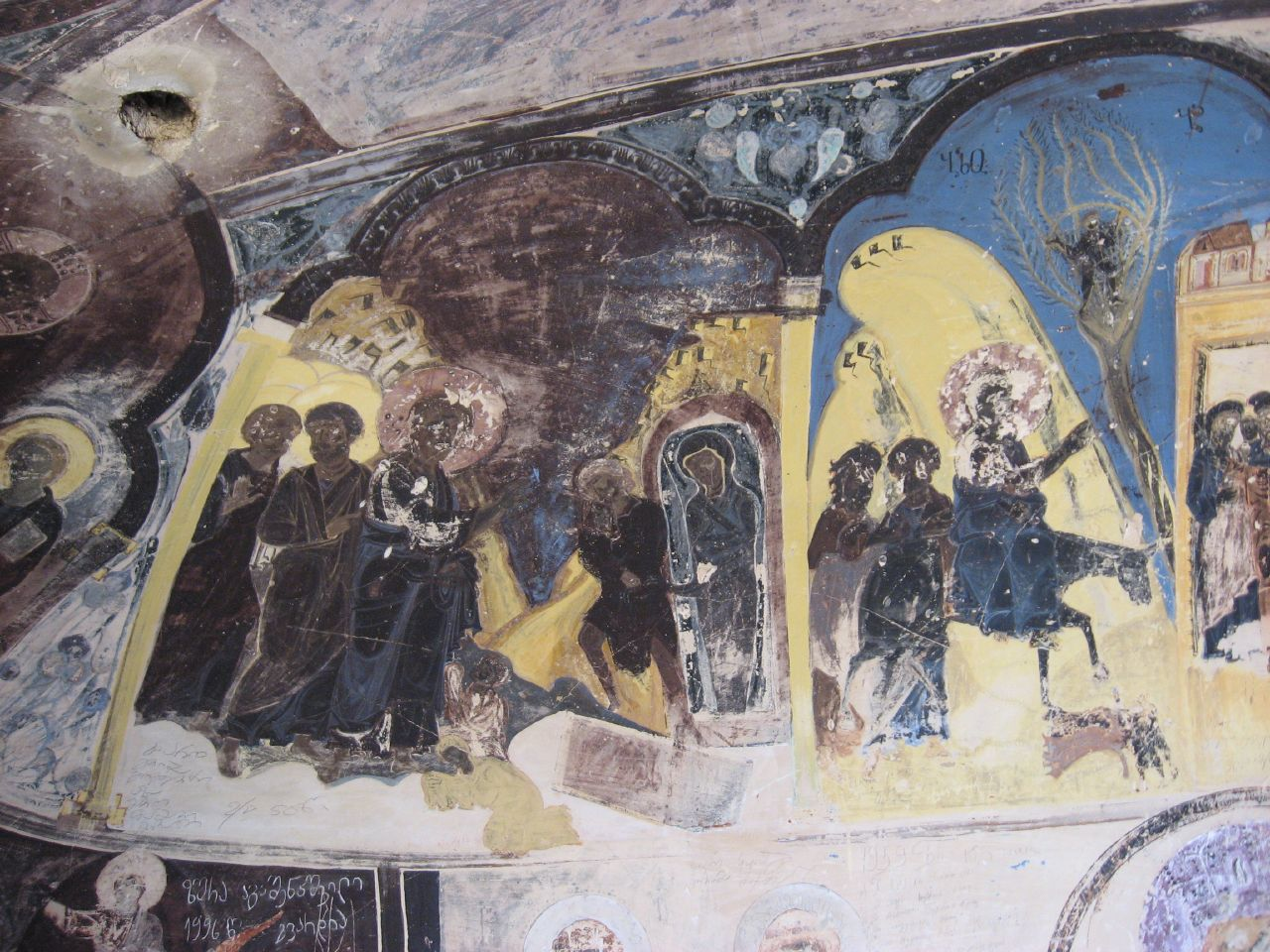
Freskomalerei

Eine Veränderung des klösterlichen Lebens in Dawit Garedscha ist mit dem Wirken Hillarion von Karthweli verbunden. Dieser war einer der Exponenten in der Klosterbewegung und kam 837 an diesen Ort. In den folgenden zehn Jahren vergrößerte er das Klosterareal, machte die Kirche der Verklärung Christi zur Hauptkirche, errichtete neue Zellen und Speisesäle für die Mönche. Diese Entwicklung setzte die Umwandlung des Einsiedlerlebens zu einer organisierten Klostergemeinschaft in Gang. In der Folge gewann der Klosterkomplex bis zum 13. Jahrhundert stetig an Bedeutung und erreichte wohl in dieser Epoche seine größte Blüte.
Einen Abbruch dieser Entwicklung gab es durch massiv einwirkende Fremdherrschaften in Georgien. Besonders nachteilig wirkte sich der Mongolensturm (1265), der Einfall von Timur (um 1394) und die Eroberung Georgiens durch den persischen Schah Abbas in den Jahren 1616–17 aus. Einige Klostergemeinschaften gingen dadurch verloren und die Organisationsstruktur im Klosterkomplex nahm dadurch Schaden. Weitere Okkupationsverhältnisse durch die Türkeneinfälle im 18. und 19. Jahrhundert führten zum weiteren Zerfall der klösterlichen Bewegung in ganz Ostgeorgien.
Mehrere georgische Könige versuchten Ende des 17. und Anfang des 18. Jahrhunderts das Klosterleben erneut in Gang zu bringen. Als 1690 Onuphrius Machutadze zum Abt berufen wurde, trat zeitweilig eine Belebung ein. Unter seiner Leitung bemühte sich die Klostergemeinschaft zur Erlangung alter Ländereien und Rechte. Es wurden sogar neue Befestigungsanlagen errichtet. Trotzdem brachte das 18. Jahrhundert einen Niedergang der Gemeinschaften und im 19. Jahrhundert war nur das Kloster Natlismtsemeli von einigen Mönchen bewohnt. Durch diese Situation verfielen die meisten Bauten.
In der Zeit der Sowjetunion und nach ihrem Zerfall wurden denkmalpflegerische Erhaltungs- und Sanierungsmaßnahmen in größeren zeitlichen Abständen und mit unterschiedlichem Umfang, meist auf der Grundlage einfacher Mittel, durchgeführt. Da das Areal teils auf georgischem, teils auf aserbaidschanischem Territorium liegt, gibt es darum seit 1991 Auseinandersetzungen, die bis heute keiner einvernehmlichen Lösung geführt haben.
Heute lebt in Dawit Garedscha wieder eine kleine Klostergemeinschaft, die sich um die Erhaltung des kulturell-religiösen und baulichen Erbes umfassend bemüht. Das Kloster ist heute ein Touristenziel, es gibt ein modernes Besucherzentrum mit Toiletten, Andenkenladen und Busparkplätzen, aber auch georgische Pilger besuchen das Kloster. Vom Kloster aus gibt es Fußwege in die Berge und zu den zahlreichen in den Berg gehauenen Zellen und Kapellen. Ein Teil dieser Zellen liegen auf der gegenüberliegenden Seite des Berges jenseits der Grenze auf aserbaidschanischem Gebiet.

Auf dem Gipfel des Bergs befindet sich ein georgischer Militärposten mit der Aufgabe der Grenzüberwachung, der nicht mit den Besuchern interagiert.

## Architektur und Kunst

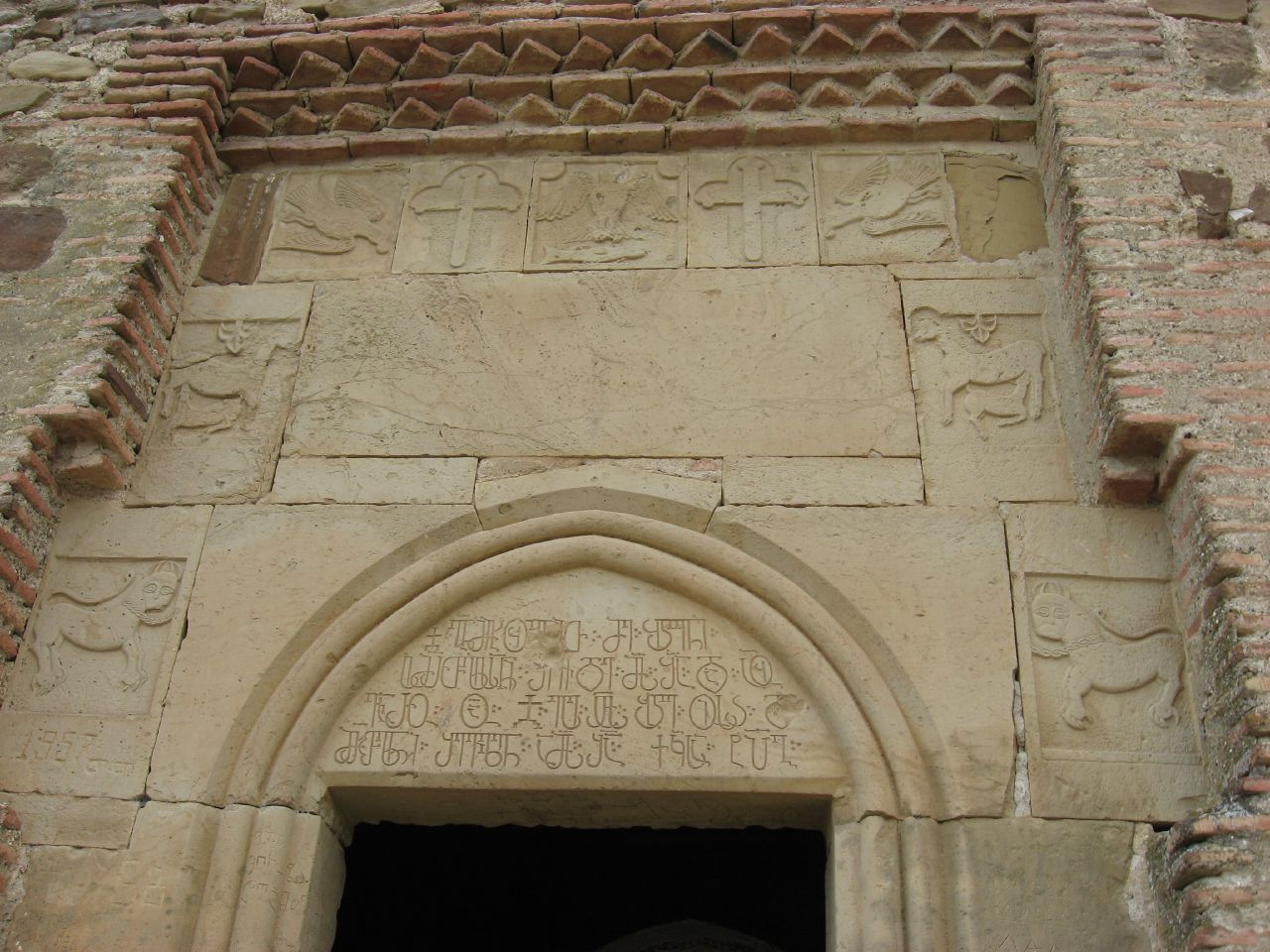
Portal mit Tympanon

In Dawit Garedscha, Udabno, Natlismtsemeli und Bertubani sind bedeutende Freskomalereien vorhanden. In Udabno existiert ein Freskobild „Der Einzug nach Jerusalem“ und weitere Ikonenbildnisse.
Die wenigen Gebäude der Lawra in Dawit Garedscha einschließlich des Glockenturmes sind aus behauenen unregelmäßigen Quadern und Lesesteinen errichtet. Zur Zierde sind sie um ein Portal mit gebrannten Ziegeln ergänzt. Die Dachdeckung besteht aus gebrannten Ziegeln. Im westlichen Teil vom Klosterareal überragt ein Wachturm auf einem Felssporn die gesamte Anlage. Die wichtigste bildhauerische Leistung besteht in einem von Rundprofilen geprägten Portal, das in seinem Tympanonfeld eine georgische Inschrift beherbergt.
Der gesamte Klosterkomplex entwickelte sich vom 11. bis 13. Jahrhundert sehr stark, als sich die alten Bereiche (Dawit Garedscha, Natlismzemeli, Dodorka) vergrößerten und neue, wie Udabno, Tschitschchituri und Bertubani entstanden. Archäologische Forschungen haben etwa 5000 Mönchszellen im gesamten Klosterkomplex festgestellt.
Für ihre zu schaffende funktionelle Struktur orientierten sie sich die neuen Anlagen bei ihren Bauarbeiten an Dawit Garedscha. Man schuf in allen Teilklöstern gemeinsame Speisesäle und Kirchenräume, achtete auf eine bessere Lichtsituationen und verzierte die Räume mit Freskoarbeiten. In der Folge dieser Entwicklung übernahmen diese Klöster eine zentrale Rolle für das religiöse und nationale geistige Leben in Ostgeorgien. Sie erlangten sogar eine gewisse wirtschaftliche Stellung und beeinflussten die Künste, besonders die Malerei. Hierbei übten sie durch ihr typisches Farbschema einen prägenden Einfluss aus. In die Literatur sind die überlieferten Freskos als Schule von Garedscha eingegangen und werden als die bedeutendsten Werke der mittelalterlichen Malerei von Georgien angesehen.
Mit den erhaltenen Porträts der Freskomalerei wurden bedeutende Personen aus der georgischen Geschichte bildhaft bewahrt, wie beispielsweise Dawit IV. der Erbauer, Königin Tamara, Demetre I., Georgi III. und andere. In einigen Fällen sind dies die einzigen überlieferten Bildnisse georgischer Herrscher.